# Andreas Strehler
Andreas Strehler (nacido en 1971 en Winterthur, Suiza) es un relojero suizo y diseñador de movimientos de relojes, fundador y propietario de la empresa relojera que lleva su mismo nombre.

## Semblanza

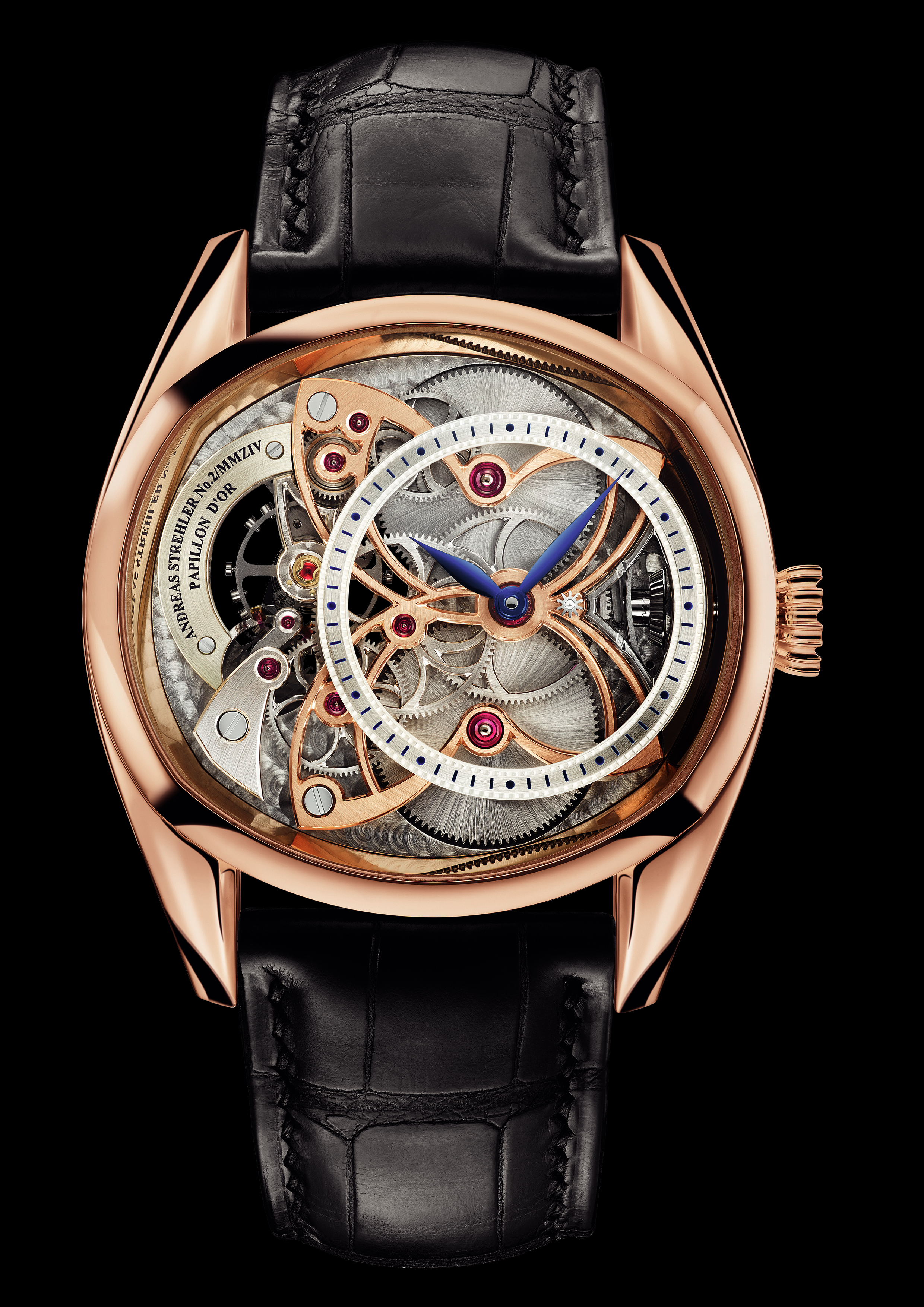
Reloj Andreas Strehler Papillon d'Or de oro de 18K

Andreas Strehler hizo su aprendizaje en un taller de relojería en Frauenfeld y se graduó como Relojero-Rhabilleur con un Diploma Federal Suizo en 1991. Al mismo tiempo, asistió a la Escuela de Relojería en Soleura. Después de graduarse, comenzó su primer trabajo en Le Locle en Renaud & Papi SA, que hoy pertenece a Audemars Piguet como Audemars Piguet Renaud & Papi SA. Allí, fue el primer relojero que contrataron los propietarios. Strehler es nombrado jefe de prototipos y responsable de desarrollar las innovaciones técnicas de la empresa. A finales de 1994, deja Renaud & Papi y regresa a su  Wülflingen natal, cerca de Winterthur.
El 1 de enero de 1995, Strehler abre su propio taller. Al principio, como muchos de sus colegas, se concentra en la reparación y restauración de relojes antiguos.
En 2000 es nombrado miembro de la "Académie Horlogère des Créateurs Indépendants" (AHCI), y en 2005 fundó UhrTeil AG, una empresa bajo cuyo nombre trabajó para la industria relojera. El nombre UhrTeil juega con las palabras alemanas Uhr Teil (parte del reloj) y Urteil (veredicto).
Además de la ingeniería de componentes, complicaciones y movimientos completos, la empresa de Strehler también fabrica los componentes que se han desarrollado internamente en máquinas, algunas de las cuales han sido desarrolladas por Strehler. La cartera de productos incluye la fabricación de prototipos y series pequeñas y grandes para muchas marcas de relojes conocidas.
En 2007, Andreas Strehler traslada su domicilio y la empresa a Sirnach en el cantón Cantón de Turgovia cerca del lago de Constanza.

## Realizaciones
En 1998, Strehler presentó el "Tischkalender" (calendario de mesa), su primer reloj. El reloj de mesa con calendario perpetuo incorporaba un reloj de bolsillo extraíble. Si el reloj de bolsillo se inserta en la unidad de escritorio, el calendario perpetuo de Lattes se sincroniza. Varias funciones de seguridad evitan el mal funcionamiento. Cada "Tischkalender" funciona según el principio de llave y cerradura solo con un reloj de bolsillo específico a juego. El calendario de escritorio tiene su propio resorte para cambiar la visualización del calendario, pero no funciona de forma independiente. Si el propietario y su reloj de bolsillo están fuera, el tiempo se detiene. Al regresar el propietario y después de volver a insertar el reloj de bolsillo, el calendario de escritorio detecta cuántos días han pasado y mueve la indicación de la fecha a la fecha correcta.
En 1999 presentó un segundo reloj de bolsillo, el "Zwei" (en alemán: Dos). Este presenta una indicación conmutable. Al presionar un botón, las manecillas del reloj indican la fecha (manecilla de minutos) y el mes (manecilla de horas). Las manecillas se mueven de forma independiente y siempre alcanzan su posición por el camino más corto. Por este mecanismo, Strehler recibió su primera patente. En 2001 desarrolló el mecanismo del "Zwei" en un reloj de pulsera, miniaturizando el diseño original.
Entre los años 2003 y 2011 desarrolló los movimientos para la recién fundada marca H. Moser & Cie de Schaffhausen. Entre estos movimientos se encuentran el Perpetual Moon (fase lunar) con una desviación de solo un día cada 1.000 años y el Perpetual One, un calendario perpetuo con una gran indicación de fecha en la posición de las tres en punto. Otra característica particular de este movimiento es el llamado Flash-Calendar, el cambio instantáneo del último día del mes al primer día del mes siguiente, es decir, del 29 de febrero al 1 de marzo.
En 2007, en colaboración con Harry Winston, diseñó el movimiento para el Opus 7, un desarrollo posterior del "Zwei".
En 2008 presentó el modelo "Papillon" (en francés: mariposa), un nuevo reloj de pulsera que incorpora muchos de sus principios de construcción característicos para lograr un movimiento abierto y vivo que permita una visión profunda del funcionamiento del movimiento. Con el "Cocon" (en francés: cocoon), presentado en 2012, se lanza una nueva línea de relojes. La caja del "Cocon" se utiliza como base para futuros desarrollos y nuevos modelos.
En 2013, se presenta el "Sauterelle" (en francés: saltamontes). Cuenta con el dispositivo de fuerza constante propio de Strehler, llamado rémontoir d'égalité, que suministra energía constante al mecanismo de escape. Este dispositivo permite eliminar prácticamente las irregularidades inherentes a cualquier movimiento y conseguir una amplitud lineal del volante regulador durante toda la duración de la capacidad del muelle real de 78 horas. El remontoir d'égalité está patentado.
Estaba previsto qu en el Salón QP de Londres de noviembre de 2014 se lanzara el "Sauterelle à lune perpétuélle", el indicador de fase lunar más preciso, con una desviación de un día en 2.060.757 años. El "Sauterelle à lune" recibió una mención del Libro Guinness de los récords: "Sauterelle à lune perpétuelle de Andreas Strehler (Suiza), con una desviación de 1 día en 2.060.757 años, validado en noviembre de 2014".
En 2015 , Strehler presentó el "Papillon d'Or" (mariposa dorada en francés). Bajo un puente de mariposa de oro de 18 quilates, el delicado mecanismo del movimiento es completamente visible. En la parte posterior del movimiento, se muestra la reserva de cuerda indicada por un mecanismo que incorpora un microengranaje diferencial.

## Premios
En 2013, Strehler fue galardonado con el Premio Gaïa del International Museum of Horology (MIH) de la La Chaux-de-Fonds, en la categoría de creación artesanal, por sus diseños técnicos y artísticos.